# غابرييلا غونزاليس
غابرييلا غونزاليس (بالإسبانية: Gabriela González)‏ هي بروفيسورة وفيزيائية وعالمة فلك أرجنتينية، ولدت في 24 فبراير 1965 في قرطبة في الأرجنتين.